# Musée Yuki
Le musée Yuki (湯木美術館, Yuki Bijutsukan) est un musée situé dans l'arrondissement Chuo-ku à Osaka. Il a ouvert en 1987. Sa collection, liée à la cérémonie du thé, rassemblée par Yuki Teiichi (湯木貞一, Yuki Teiichi), fondateur de la chaine de restaurants kaiseki Kitchō, comprend onze biens culturels importants et trois « objets artistiques importants ».